# 춘추공양전
《춘추공양전》(春秋公羊傳)은 《춘추》의 주석서이며, 《춘추좌씨전》, 《춘추곡량전》과 함께 '춘추삼전'이라고 불리고 있다.

## 구성
《춘추(春秋)》는 중국에 현존하는 가장 오래된 편년체(編年體) 사서(史書)다. 약 1만 6000여 자의 분량으로 노(魯)나라 은공(隱公) 원년(元年, BC 722)부터 애공(哀公) 14년(BC 481)까지 242년의 역사 기록이다. 이 기간을 역사에서는 춘추 시대라고 한다. 《춘추》는 또한 《춘추경》이라고도 부른다. 맹자(孟子)에 따르면 춘추 말기 공자(孔子)가 기존의 노나라 역사 기록을 근거로 정리해 《춘추》를 편찬했다고 한다. 때문에 후세 유가에 의해서 경(經)으로 높여졌다.
《춘추》가 후세에 끼친 영향은 심대하다. 맹자 이후 《춘추》는 공자의 뜻이 담긴 지고한 경전으로 추존되었다. 중국뿐 아니라 우리나라에서도 ‘춘추대의(春秋大義)’에 대한 앙모와 존중은 선유들의 정신에 스며들었고 그에 부합하는 삶을 지향하게 만들었다. 조선(朝鮮)의 경우, 주지하듯 친명배원(親明排元) 정책으로부터 북벌론(北伐論) 및 위정척사론(衛正斥邪論)에 이르기까지 역사의 고비마다 《춘추》는 정치적 명분의 기준점이 되었고, 사회의 기풍을 선도했으며, 선비의 정신을 대변하는 역할을 담당했다.
《춘추》는 연도순으로 사건을 기록한다. 해마다 춘하추동의 사시(四時)가 먼저 제시되고 사시에는 월(月)과 일(日)이 배속되며 날짜는 간지(干支)로 표시한다. 사건은 조목(條目)으로 나누어 기록되어 있으며 긴 것은 47자, 짧은 것은 1자다. 《춘추》의 내용은 대부분 정치 사건인데 전쟁 및 그와 관련한 회맹(會盟) 기록이 특히 많다. 그 외에 제사나 혼상(婚喪) 그리고 일식, 월식, 지진 등 자연 현상을 기록했다. 다만 《춘추》의 기록은 지나치게 소략하다. 기록 당시 살았거나 시대적으로 근접한 사람들이야 내용을 알 수도 있었겠지만 시대가 흐른다면 더욱 해독하기 어려워질 것은 자명한 일이었다. 공자 후학들이 《춘추》에 대한 해설을 전수해야 했던 이유다. 《한서·예문지(漢書藝文志)》에는 당시 《춘추》를 해설한 대표적 학파로 좌씨(左氏), 공양(公羊), 곡량(穀梁), 추씨(鄒氏), 협씨(夾氏)를 수록했다. 추씨와 협씨는 사라졌고 현재는 좌씨, 공양, 곡량 세 학파만이 전승된다. 이들 세 학파의 해설서인 《좌씨전(左氏傳, 간칭 《좌전》)》, 《공양전(公羊傳)》, 《곡량전(穀梁傳)》을 ‘춘추삼전(春秋三傳)’이라 한다.
삼전을 대별하면 《좌전》은 사학적 성격이 강하고, 《공양전》과 《곡량전》은 경학적 성격이 강하다. 《공양전》은 《춘추》의 개별 기록에서 문자의 운용에 따른 의미 차이를 밝히고, 비교와 귀납을 통해 그 서법의 규칙을 밝혀 《춘추》의 대의를 설명한다. 때로는 한 번의 의론을 통해 여러 사례를 포괄하기도 한다.
《춘추》는 근엄하고 난해하다. 삼전은 춘추학의 원점(原點)이자 정점(頂點)이다. 삼전을 모두 보지 않고는 《춘추》에 대해 말할 수 없다. 《공양전》은 《춘추》의 오의(奧義)를 풀기 위해 경문에 집요하게 매달린다. 이런 집요한 천착에서 공도 과도 나왔다. 비록 《공양전》이 역사 고증에 소홀하고 이로 인한 억측이 적지 않지만 경문에 대한 훈고와 조례를 밝힌 공로는 인정하지 않을 수 없다. 《공양전》이 전해진 지 이미 2000여 년이 되었다. 그동안 《공양전》과 공양학은 황제를 위해 사용되기도, 중앙 집권을 유지하는 데 동원되기도 했다. 유신을 주장하는 자들에게는 변법개제가 공자의 뜻이라는 논거로 이용되기도 했다. 이런 역정(歷程)에서 《공양전》과 공양학은 중국 정치사 학술사 사상사 경학사 전반에 중대한 영향을 끼쳤다. 따라서 경학의 시대는 끝났지만 《공양전》은 우리에게 과거의 중국과 미래의 중국을 이해하는 또 하나의 길을 제시해 줄 수 있다고 본다.

## 공양전의 저자
공양전의 저자에 대해서 반고(班固)의 《한서 예문지(漢書芸文志)》에는 저자가 공양자(公羊子)라고 기록되어 있어 구체적으로 이름이나 출신등 밝히지 않았다. 후한(後漢) 시대의 인물인 대굉(戴宏)에 의하면 공자의 제자 자하(子夏)가 공양고(公羊高)에게 전수하여 공양고 → 공양평(公羊平) → 공양지(公羊地) → 공양감(公羊敢) → 공양수(公羊壽)에게 전해져서 한 경제(漢景帝) 때, 공양수가 제나라 사람인 호무생(胡毋生, 일설에는 이름이 호모생(胡母生)이라고 한다.)과 함께 죽간에 정리하여 동중서(董仲舒)에게 전했다고 한다. 그러나, 대굉은 이 전승을 도참 사상으로 전해 오고 있어 그대로 신뢰 할 수 없다고 하였다. 다만, 동중서와 호무생이 공양전을 전한 것은 《사기(史記)》에도 기록되어 있어서, 확실한 기록이라고 생각할 수 있다. 이전에 기록된 서적들과 같이 수많은 사람 속에서 글이 더해져 한 경제 치세에 현재의 형태에 완성된 걸로 추정되고 있다.